# 仙白草
仙白草（学名：Aster turbinatus var. chekiangensis）为菊科紫菀属下的一个变种。

## 扩展阅读
- 維基物種上的相關：仙白草